# Élections sénatoriales françaises de 1946
Les élections sénatoriales françaises de 1946 ont lieu le 8 décembre. Elles sont les premières élections sénatoriales françaises sous la Quatrième République pour le Conseil de la République.
Elles se prolongent le 15 décembre, par l'élection dans les DOM puis par celle des sénateurs élus par l'Assemblée nationale, présentés par les partis politiques, et, au premier trimestre de l'année 1947, par l'élection des conseillers de la République dans les territoires colonisés d'outre-mer en Afrique et en Asie et des représentants des français à l'étranger.

## Mode de scrutin[1]
Il est très complexe. 
Héritier de la volonté d'avoir deux chambres législatives du MRP et des radicaux, mais également de l'opposition très forte du PCF et de la SFIO à l'ancien mode de désignation des sénateurs (loi du 10 décembre 1884), le compromis trouvé pour le mode de scrutin ménage une grande part de désignation direct par les électeurs. Mais l'Assemblée vote pour élire certains membres, ceux de l'outre-mer sont élus par les élus locaux...

### 200 conseillers élus à la proportionnelle

#### Première phase le 24 novembre 1946
Le système électoral commence par une élection de délégués au scrutin direct.
- Dans chaque canton, les citoyens votent pour une liste de candidats. Ces derniers sont élus à la Proportionnelle à la plus forte moyenne.
- Il y a un délégué par tranche de 300 inscrits dans le canton. Les cantons dépassant 15 000 inscrits sont divisés en sections comprises entre 5 000 et 15 000 inscrits.
- Le panachage est interdit.
- Environ 85 000 délégués sont élus durant cette phase.

#### Seconde phase le 8 décembre 1946
- Les délégués élus dans les cantons le 24 novembre, ainsi que les députés et les conseillers généraux sont convoqués au chef-lieu de département pour voter pour un (ou des) "conseiller de la République" par tranche de 500 000 habitants ou fraction de ce nombre.

Par exemple l'Ille-et-Vilaine en élit deux, étant peuplé de 578 246 personnes, soit un pour le seuil de 500 000 et un autre car elle dépasse ce seuil.
Le but est d'élire 200 conseillers, mais le seuil d'habitants très haut ne permet pas d'atteindre ce chiffre et seulement 127 personnes sont élues directement.
- Pour obtenir les 200 élus, il est procédé à une centralisation de tous les votes obtenus dans chaque département par chaque candidat de chaque parti, dans une "commission centrale de recensement" à Paris.
- Les 73 sièges restant à pourvoir sont attribués aux partis selon la proportionnelle à la plus forte moyenne, en tenant compte des sièges déjà obtenus par chacun d'eux.
- Ensuite, ce ne sont pas les partis qui choisissent les élus. Ce sont les « meilleurs » non-élus, c'est-à-dire ceux qui ont obtenu la part de voix la plus haute dans leur département, sans toutefois être élus, qui deviennent Conseillers.

### 50 conseillers élus par l'Assemblée nationale
8 sièges sont réservés, pour représenter les français expatriés.
- 5 pour les "pays de Protectorat".
- 3 pour les autres pays.

Les 42 autres sièges sont répartis entre les groupes parlementaires, de la même manière que pour les commissions.

### 14 conseillers élus par les "collectivités locales algériennes"
- Chacun des deux collèges électoraux aura 7 conseillers à élire.

- Mais tandis que les délégués du premier collège seront désignés selon le mode proportionnel comme en métropole, ceux du second collège le seront au scrutin de liste majoritaire à deux tours.

### 51 conseillers pour l'Outre-Mer.
- 7 pour les Départements d'outre-mer
- 44 pour les Territoires d'outre-mer

L'élection se déroule au scrutin indirect majoritaire à deux tours. Ne peuvent voter que les membres des assemblées territoriales.

## Résultats
Les élections sont un triomphe pour les deux partis dominants de la vie politique française de la période : le Mouvement républicain populaire (MRP) et le Parti communiste français (PCF). 
Ces deux formations avaient déjà remportées le plus de suffrages lors des élections législatives du mois précédent. 
Elles sont suivies par le Parti socialiste (SFIO) et le Rassemblement des gauches républicaines (RGR). 
Les partis de la droite traditionnelle, Républicains indépendants et Parti républicain de la liberté ne recueillent que peu d'élus.
21 femmes sont élues (elles seront 22 en mai 1947) et sont ainsi les premières sénatrices de l’histoire de France.

### Sièges répartis à la proportionnelle en métropole (200)

#### Élection des délégués le 24 novembre 1946
- Scrutin : représentation proportionnelle suivant la règle de la plus forte moyenne dans le cadre cantonal, sans panachage.

Comparaison avec les législatives qui ont eu lieu 14 jours plus tôt.
|                    | Parti communiste français                                            | 5 157 424  | 28,97 | 1,12 | 24 788 |  |  |
|                    | Mouvement républicain populaire                                      | 4 615 510  | 25,93 | 0,03 | 24 755 |  |  |
|                    | Section française de l'Internationale ouvrière                       | 2 982 274  | 16,75 | 1,12 | 14 393 |  |  |
|                    | Divers droite (Républicains indépendants-Union gaulliste-URD-Paysan) | 1 736 523  | 9,76  | 5,07 | 7 572  |  |  |
|                    | Rassemblement des gauches républicaines                              | 1 494 719  | 8,40  | 2,72 | 9 027  |  |  |
|                    | Parti républicain de la liberté                                      | 1 348 189  | 7,57  | 2,85 | 3 128  |  |  |
|                    | Divers gauche                                                        | 467 568    | 2,63  | 2,14 | 1 016  |  |  |
|                    |                                                                      |            |       |      |        |  |  |
| Suffrages exprimés | Suffrages exprimés                                                   | 17 802 207 | 98,78 |      |        |  |  |
| Votants            | Votants                                                              | 18 022 223 | 75,61 | 3,00 |        |  |  |
| Abstentions        | Abstentions                                                          | 6 065 750  | 24,39 | 3,00 |        |  |  |
| Inscrits           | Inscrits                                                             | 24 867 973 |       | -    | 84 679 |  |  |

#### Élection du 8 décembre 1946
- 127 sont élus directement par les Grands électeurs.

| Parti                               | Parti                                                                | Voix   | %     | Élus |
| ----------------------------------- | -------------------------------------------------------------------- | ------ | ----- | ---- |
|                                     | Mouvement républicain populaire                                      | 27 178 | 30,96 | 56   |
|                                     | Parti communiste français                                            | 25 789 | 29,38 | 32   |
|                                     | Section française de l'Internationale ouvrière                       | 15 699 | 17,88 | 12   |
|                                     | Rassemblement des gauches républicaines                              | 10 043 | 11,44 | 11   |
|                                     | Divers droite (Républicains indépendants-Union gaulliste-URD-Paysan) | 4 236  | 4,83  | 10   |
|                                     | Parti républicain de la liberté                                      | 3 668  | 4,18  | 6    |
|                                     | Voix perdues pour la répartition                                     | 1 172  | 1,34  | -    |
|                                     |                                                                      |        |       |      |
| Total des sièges restant à pourvoir | Total des sièges restant à pourvoir                                  | 127    |       |      |

- 73 conseillers sont élus par la "commission centrale de recensement" de façon interdépartementale :

|                                     | Parti communiste français                                            | 27 |  |  |
|                                     | Section française de l'Internationale ouvrière                       | 24 |  |  |
|                                     | Rassemblement des gauches républicaines                              | 12 |  |  |
|                                     | Mouvement républicain populaire                                      | 8  |  |  |
|                                     | Parti républicain de la liberté                                      | 2  |  |  |
|                                     | Divers droite (Républicains indépendants-Union gaulliste-URD-Paysan) | -  |  |  |
|                                     |                                                                      |    |  |  |
| Total des sièges restant à pourvoir | Total des sièges restant à pourvoir                                  | 73 |  |  |

### Élection par l'Assemblée nationale le 19 décembre 1946 (50)
- 42 conseillers sont élus de la même manière que pour la répartition des députés dans les commissions :

|       | Mouvement républicain populaire                                      | 12 |  |  |
|       | Parti communiste français                                            | 12 |  |  |
|       | Section française de l'Internationale ouvrière                       | 7  |  |  |
|       | Rassemblement des gauches républicaines                              | 5  |  |  |
|       | Divers droite (Républicains indépendants-Union gaulliste-URD-Paysan) | 2  |  |  |
|       | Parti républicain de la liberté                                      | 3  |  |  |
|       | Musulmans indépendants                                               | 1  |  |  |
|       |                                                                      |    |  |  |
| Total | Total                                                                | 42 |  |  |

- 8 Élus doivent représenter les français expatriés.

1. 5 pour représenter les "pays de protectorat" :
2. 3 pour les autres pays.

|       | Section française de l'Internationale ouvrière | 1 |  |  |
|       | Mouvement républicain populaire                | 1 |  |  |
|       | Parti républicain de la liberté                | 1 |  |  |
|       |                                                |   |  |  |
| Total | Total                                          | 3 |  |  |

|       | Rassemblement des gauches républicaines | 2 |  |  |
|       |                                         |   |  |  |
| Total | Total                                   | 2 |  |  |

|       | Parti communiste français                      | 1 (Asie-Océanie)   |  |  |
|       | Section française de l'Internationale ouvrière | 1 (Europe-Afrique) |  |  |
|       | Rassemblement des gauches républicaines        | 1 (Amérique)       |  |  |
|       |                                                |                    |  |  |
| Total | Total                                          | 3                  |  |  |

### Élections des membres par les "Collectivités locales algériennes" (14)
- 7 conseillers sont élus par le premier collège :

|       | Rassemblement des gauches républicaines                                | 2 |  |  |
|       | Parti communiste français                                              | 1 |  |  |
|       | Républicains indépendants                                              | 1 |  |  |
|       | Union républicaine résistante (Rattachés au Parti communiste français) | 1 |  |  |
|       | Mouvement républicain populaire                                        | 1 |  |  |
|       | Section française de l'Internationale ouvrière                         | 1 |  |  |
|       |                                                                        |   |  |  |
| Total | Total                                                                  | 7 |  |  |

- 7 conseillers sont également élus par le second collège :

|       | Union démocratique du manifeste algérien (Rattachés au Parti communiste français) | 4 |  |  |
|       | Musulmans algériens indépendants (Rattachés aux Républicains indépendants)        | 3 |  |  |
|       |                                                                                   |   |  |  |
| Total | Total                                                                             | 7 |  |  |

## Groupes parlementaires
| Groupe                                    | Sièges | %  |
| ----------------------------------------- | ------ | -- |
| Mouvement républicain populaire           | 76     | 25 |
| Communiste                                | 74     | 24 |
| Socialiste                                | 64     | 20 |
| Rassemblement des gauches républicaines   | 42     | 13 |
| Républicains indépendants                 | 16     | 5  |
| Union républicaine et résistante          | 15     | 5  |
| Parti républicain de la liberté           | 11     | 3  |
| Républicains d'action sociale et paysanne | 5      | 2  |
| Union démocratique du manifeste algérien  | 4      | 1  |
| Musulman algérien indépendant             | 4      | 1  |
| Non inscrits                              | 4      | 1  |

## Élection du président
L'élection à la présidence du Conseil de la République le 27 décembre 1946 entérine la victoire du candidat MRP Auguste Champetier de Ribes face au communiste Georges Marrane, soutenu avec réticence par les socialistes. 
Le premier obtient 124 voix, le second en obtient 119. 
Le bureau est renouvelé le 14 janvier 1947 et les deux mêmes candidats sont en présence. 
Preuve d'un équilibre des forces précaire, ils obtiennent chacun 129 voix et ce n'est qu'au bénéfice de son âge que Champetier de Ribes est élu. 
Il meurt en mars 1947, le MRP ne présentant pas de candidat, c'est une personnalité plus consensuelle qui lui succède : Gaston Monnerville. Il va présider le Sénat pendant vingt ans.

### 27 décembre 1946
| Candidat et parti politique | Candidat et parti politique | Candidat et parti politique | Premier tour | Premier tour | Deuxième tour | Deuxième tour | Troisième tour | Troisième tour |
| Candidat et parti politique | Candidat et parti politique | Candidat et parti politique | Voix         | %            | Voix          | %             | Voix           | %              |
| --------------------------- | --------------------------- | --------------------------- | ------------ | ------------ | ------------- | ------------- | -------------- | -------------- |
|                             | Auguste Champetier de Ribes | MRP                         | 79           | 31,60        | 80            | 31,87         | 124            | 50,82          |
|                             | Georges Marrane             | PCF                         | 72           | 28,80        | 73            | 29,08         | 119            | 48,77          |
|                             | Jules Gasser                | RGR                         | 52           | 20,80        | 54            | 21,51         |                |                |
|                             | Alex Roubert                | SFIO                        | 47           | 18,80        | 44            | 17,53         |                |                |
|                             | Divers                      |                             |              |              |               |               | 1              | 0,41           |
|                             |                             |                             |              |              |               |               |                |                |
| Inscrits                    | Inscrits                    | Inscrits                    | 253          |              | 253           |               | 253            |                |
| Votants                     | Votants                     | Votants                     | 250          | 98,81        | 251           | 99,21         | 253            | 100,00         |
| Exprimés                    | Exprimés                    | Exprimés                    | 250          | 100,00       | 251           | 100,00        | 244            | 96,44          |

### 14 janvier 1947
| Candidat et parti politique | Candidat et parti politique | Candidat et parti politique | Premier tour | Premier tour | Deuxième tour | Deuxième tour | Troisième tour | Troisième tour |
| Candidat et parti politique | Candidat et parti politique | Candidat et parti politique | Voix         | %            | Voix          | %             | Voix           | %              |
| --------------------------- | --------------------------- | --------------------------- | ------------ | ------------ | ------------- | ------------- | -------------- | -------------- |
|                             | Georges Marrane             | PCF                         | 81           | 31,40        | 129           | 49,62         | 129            | 49,62          |
|                             | Auguste Champetier de Ribes | MRP                         | 80           | 31,01        | 86            | 33,08         | 129            | 49,62          |
|                             | Jules Gasser                | RGR                         | 50           | 19,38        | 45            | 17,31         |                |                |
|                             | Alex Roubert                | SFIO                        | 47           | 18,22        |               |               |                |                |
|                             | Divers                      |                             |              |              |               |               | 2              | 0,77           |
|                             |                             |                             |              |              |               |               |                |                |
| Inscrits                    | Inscrits                    | Inscrits                    | 263          |              | 263           |               | 263            |                |
| Votants                     | Votants                     | Votants                     | 258          | 98,10        | 260           | 98,86         | 263            | 100,00         |
| Exprimés                    | Exprimés                    | Exprimés                    | 258          | 100,00       | 260           | 100,00        | 260            | 98,86          |

Les deux candidats ayant obtenu le même nombre de suffrages, Auguste Champetier de Ribes est proclamé président du Conseil de la République au bénéfice de l'âge.

### 18 mars 1947
|          | Gaston Monnerville | RGR      | 99  | 35,61 | 141 | 51,65 |  |  |
|          | Alex Roubert       | SFIO     | 96  | 34,53 |     |       |  |  |
|          | Henri Martel       | PCF      | 83  | 29,86 | 131 | 47,99 |  |  |
|          |                    |          |     |       |     |       |  |  |
| Inscrits | Inscrits           | Inscrits | 315 |       | 315 |       |  |  |
| Votants  | Votants            | Votants  | 279 | 88,57 | 282 | 89,53 |  |  |
| Exprimés | Exprimés           | Exprimés | 278 | 99,64 | 273 | 96,81 |  |  |

## Sources
- Jean-Pierre Rioux, La France de la Quatrième République, tome 1, Seuil, Paris, 1980, p. 158